# The Aerosmurf
The Aerosmurf (em francês como: L'Aéroschtroumpf) é o décimo quarto álbum da série de histórias de quadrinhos belga The Smurfs pelo artista belga Peyo, lançado em 1990 pela Cartoon Creation e seguida Le Lombard. Além do título, contém outras quatro histórias: The Gluttony of the Smurfs, The Masked Smurfer, Puppy and the Smurfs e Jokey Smurf's Jokes.

## Sinopse

### The Aerosmurf
Smurf Voador ainda não abandonou seu sonho de voar (como visto na história The Flying Smurf de The Black Smurfs), então ele pede o Smurf Habilidoso para fazer dele uma máquina voadora.
Na manhã seguinte, Smurf Voador mostra aos outros Smurfs seu novo avião, o Aerosmurf. Enquanto voa nele, o Smurf Voador destrói as flores de Smurfette e suas roupas.  Smurfette fica furiosa e vai para a floresta se acalmar. O malvado Gargamel a captura e envia uma nota aos Smurfs, afirmando que ela será libertada em troca de seu peso em ouro, mas os Smurfs não têm nenhum.
Smurf Voador usa seu Aerosmurf para resgatar a Smurfette da rede do Gargamel, que não consegue alcançar a máquina voadora e decide fazer a sua própria, que tem pedais conectados a asas de morcego.  Gargamel dispara flechas no Aerosmurf, mas Smurf Voador faz um loop e lança presentes explosivos (presumivelmente obtidos de Jokey Smurf) que destroem a máquina de Gargamel. Após o pouso, Smurfette faz o Smurf Voador prometer restaurar tudo o que ele destruiu durante seu primeiro voo.

### The Gluttony of the Smurfs
Gargamel faz um bolo de salsaparrilha e mistura um elixir de petrificação nele, então ele o deixa na floresta para os Smurfs encontrarem. No dia seguinte, alguns Smurfs vão à floresta colher framboesas. Eles encontram o bolo e o comem apesar dos avisos de Smurf Gênio; eles até jogam um bolo na cara dele, então ele também fica exposto a isso. Os Smurfs, com exceção do Smurf Ranzinza – o único que não come bolo – ficam todos petrificados pelo elixir do bolo. Ranzinza consegue alertar o Papai Smurf na Vila. Gargamel leva os Smurfs petrificados para sua casa, mas precisa sair em busca dos ingredientes que precisa para um antídoto. Então Papai Smurf e o resto dos Smurfs chegam, eles lêem a fórmula do antídoto e pegam os ingredientes antes de Gargamel, restauram os Smurfs petrificados e saem da casa de Gargamel. Antes de fazer isso, Papai Smurf deixa para trás um caramelo misturado com uma substância que tornará o corpo de Gargamel muito macio para persegui-los.

### The Masked Smurfer
Há desarmonia entre os Smurfs. De repente, Smurf Joga chega com o rosto cheio de creme e diz que um Smurf mascarado com uma capa jogou um bolo na cara dele. Em seguida, Smurf Gênio e Smurfette chegam, também alegando ter levado um tapa na cara pelo Smurf Mascarado.
Naquela noite, o Smurf Mascarado atira uma flecha, com uma nota anexada dizendo aos Smurfs para escrever os nomes de quem eles gostariam de jogar uma torta e deixar a nota no tronco oco na floresta para ele.
Embora todos os Smurfs neguem escrever um nome, todos o fazem. No dia seguinte, todos os Smurfs foram enganados pelo menos uma vez. Eles decidem investigar o Chef Smurf. No entanto, comparando o sabor das tortas do Smurf Mascarado e do Chef Smurf, Smurf Fominha descobre que a diferença de sabor prova sua inocência.
Para encontrar o culpado, Papai Smurf envia uma nota ao Smurf Mascarado, mergulhada em tinta branca. Depois que todo mundo está pirado no dia seguinte, Smurf Gênio encontra o disfarce do Smurf Mascarado, o que o torna o principal suspeito dos Smurfs. Então, Papai Smurf chega e diz a todos para mostrarem as mãos. As mãos do Smurf Joca são brancas devido à tinta;  ele havia se furado pela primeira vez para evitar suspeitas.

### Puppy and the Smurfs
Uma manhã, os Smurfs encontram uma criatura na vila. Todo mundo está com medo, até que Papai Smurf chega e diz que é apenas Puppy, o cachorro pertencente ao mago, Homnibus. Os Smurfs acham que Homnibus pode ter enviado uma mensagem dentro do medalhão de Puppy, mas todos que tentam abrir o medalhão são eletrocutados. Papai Smurf envia uma mensagem para Homnibus, e os Smurfs cuidam de Puppy enquanto isso. Papai Smurf recebe sua própria mensagem de volta, o que significa que Homnibus não está em casa.
Os Smurfs saem para levar Puppy de volta à casa de Homnibus, mas são secretamente seguidos por Gargamel.  Quando eles chegam, eles descobrem por Homnibus, que havia acabado de voltar de procurar seu cachorro, que Puppy havia fugido. Papai Smurf pergunta sobre o medalhão de Puppy, e Homnibus explica que quem abrir o medalhão se tornará o verdadeiro mestre de Puppy; o bisbilhoteiro Gargamel ouve tudo isso. Homnibus oferece Puppy para os Smurfs se eles gostarem dele.
Gargamel captura o Puppy usando uma rede e tenta abrir seu medalhão, mas é eletrocutado. Puppy escapa para a vila dos Smurfs e Gargamel o segue até lá. Enquanto ele tenta capturar Smurfs, Bebê Smurf abre o medalhão de Puppy e o manda contra Gargamel.  O derrotado Gargamel volta para casa para tentar fazer um medalhão semelhante para o Cruel.

### Jokey Smurf's Jokes
Os Smurfs estão cansados dos presentes explosivos do Smurf Joca, então Papai Smurf o faz prometer nunca mais dar esses presentes. Joca fica deprimido com essa advertência no início, mas depois decide fazer piadas mais variadas: ele dá uma flor que esguicha água para a Smurfette, coloca uma mancha de tinta falsa no poema do Smurf Poeta e assim por diante. Todo mundo logo se cansa de suas novas piadas, então ninguém quer vê-lo. Joca vai para a floresta e é capturado por Gargamel.  Ele faz um som de explosão falso, fazendo com que Gargamel o derrube e permitindo que ele se liberte. Mas Gargamel ainda consegue segui-lo até a vila. Para fazer Gargamel ir embora, Joca pergunta ao Papai Smurf se ele pode quebrar a promessa, com a qual o Papai Smurf concorda. Joca então dá um grande presente explosivo para Gargamel que o manda embora como um foguete. No final, Smurf Joca retorna às suas velhas brincadeiras.

## Publicações e outras mídias
- Embora a história principal do livro não tenha sido adaptada para a TV, os enredos das três últimas histórias são semelhantes a alguns episódios de TV.
- O Howlibird aparece brevemente durante "The Aerosmurf".
- "The Masked Smurfer" é a primeira vez que Chef Smurf e Smurf Fominha aparecem na mesma história, confirmando assim que são personagens separados no cânone original (ao contrário da série animada).